# Красная книга Хергеста
Красная книга Хергеста (англ. Red Book of Hergest, валл. Llyfr Coch Hergest) — рукопись, восходящая к средневаллийскому периоду истории валлийского языка. Составлена в конце XIV или начале XV века (вероятнее всего, между 1382 и 1412 годами). Сейчас находится в библиотеке Колледжа Иисуса в Оксфорде.
Своим названием книга обязана своей обложке из красной кожи и тому, что долгое время находилась в поместье Плас-Хергест в Херфордшире. В Оксфорд она попала в 1701 году, когда её передал преподобный Томас Уилкинс.
В Красной книге содержится цикл повестей, известный как «Мабиноги» («Пуйлл, властитель Диведа», «Бранвен, дочь Ллира», «Манавидан, сын Ллира», «Мат, сын Матонуи»), а также сопутствующие ему переводы французских романов (такие как «Передир, сын Эврауга») и оригинальные произведения («Сон Максена», «Ллид и Ллевелис»). Весь этот цикл (иногда не совсем верно называемый «Мабиногион») сохранился также в Белой книге Ридерха. Кроме того, в Красной книге сохранились исторические и литературные тексты, включая Brut y Tywysogion (валлийскую хронику, написанную как продолжение «Истории королей Британии» Гальфрида Монмутского), придворную поэзию XII—XIII веков и медицинский трактат, приписываемый Риваллону Ведигу («Врачу»).
Иногда утверждается, будто Дж. Р. Р. Толкин заимствовал название своей Алой книги от Красной книги из Хергеста, но в действительности неизвестно, так ли это: в опубликованных бумагах Толкина никаких указаний на этот счёт не содержится.